# Přívoz Císařská louka – Jiráskovo náměstí

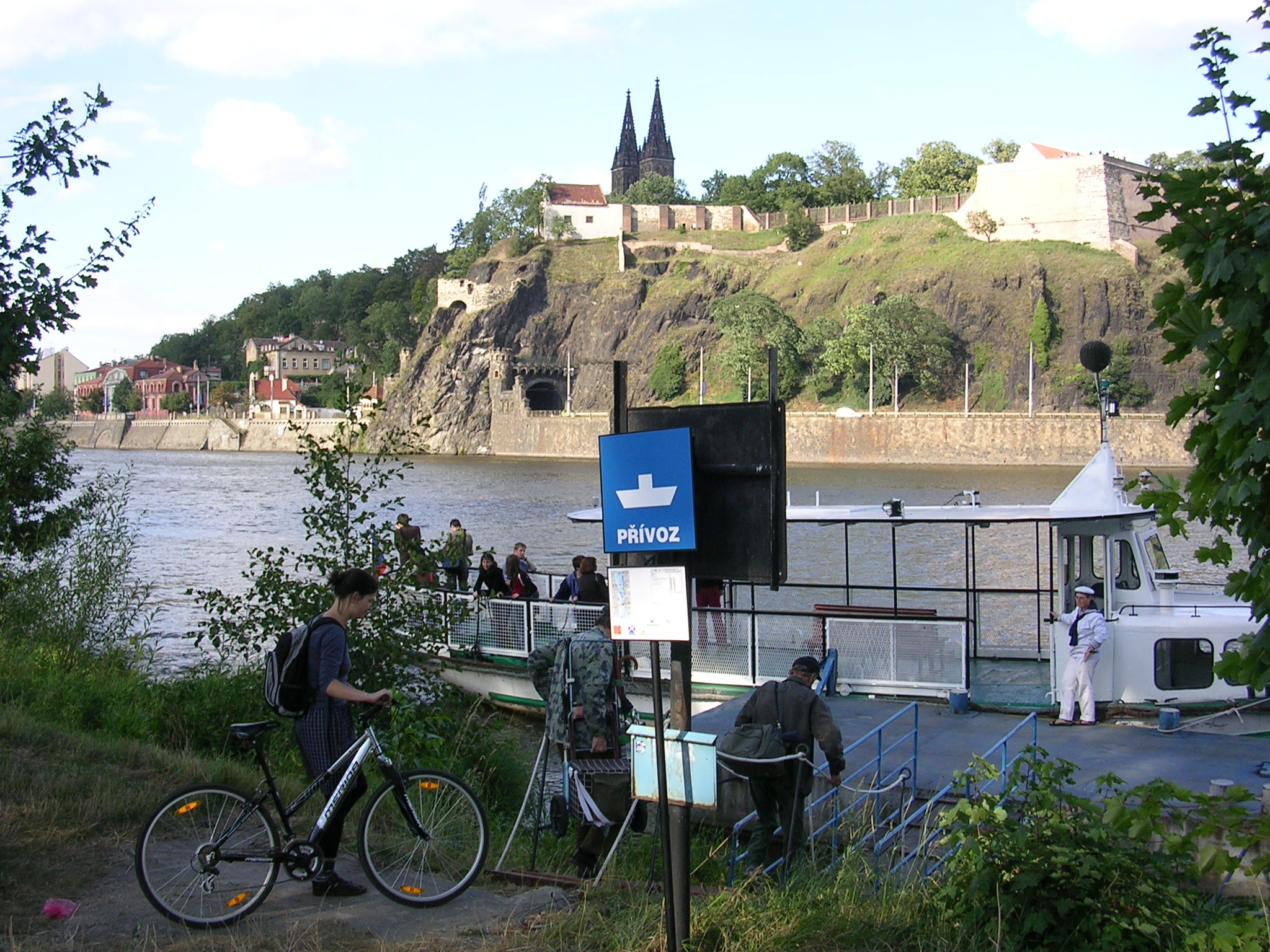
Přístaviště Císařská louka.

Přívoz Pražské integrované dopravy P5 (v databázích kódovaný jako linka 699) v trase Jiráskovo náměstí – Botel Admirál – Výtoň – Císařská louka byl v provozu od 1. srpna 2008 do 12. prosince 2011. Provozovatelem byla První Všeobecná Člunovací Společnost s. r. o. Trasa spadala do městských částí Praha 2 (přístaviště Jiráskovo náměstí a Výtoň patří pod Nové Město) a Praha 5 (Botel Admirál a Císařská louka patří ke Smíchovu). Platily na něm přestupní i časové jízdenky PID, jízdní kola a kočárky se přepravují zdarma. Přívoz jezdil zpočátku jen v letní sezoně, od poloviny dubna do konce října, denně od 8 do 20 hodin; v roce 2010 bylo rozhodnuto o celoročním provozu. Dopravu zajišťovala loď Blanice s kapacitou 50 cestujících. Provoz financovalo hlavní město Praha společně s městskou částí Praha 5. Plánovaný nereálný interval 30 minut byl po prvních zkušenostech z provozu prodloužen na 60 minut.
Od 31. března 2012 má být pod označením P5 zavedena nová linka přívozu v trase Kotevní – Císařská louka – Výtoň v intervalu 30 minut.

## Trasa
- Jiráskovo náměstí: pravý břeh, řkm 54,27
- Botel Admirál: levý břeh, řkm 55,03
- Výtoň: pravý břeh, řkm 55,25
- Císařská louka: pravý břeh ostrova, řkm 56,05
- (dopravce uváděl, že „na znamení“ pokračuje do přístaviště Yacht Club CERE (pravý břeh), ale oficiální jízdní řád tento úsek nezahrnuje)

## Historie

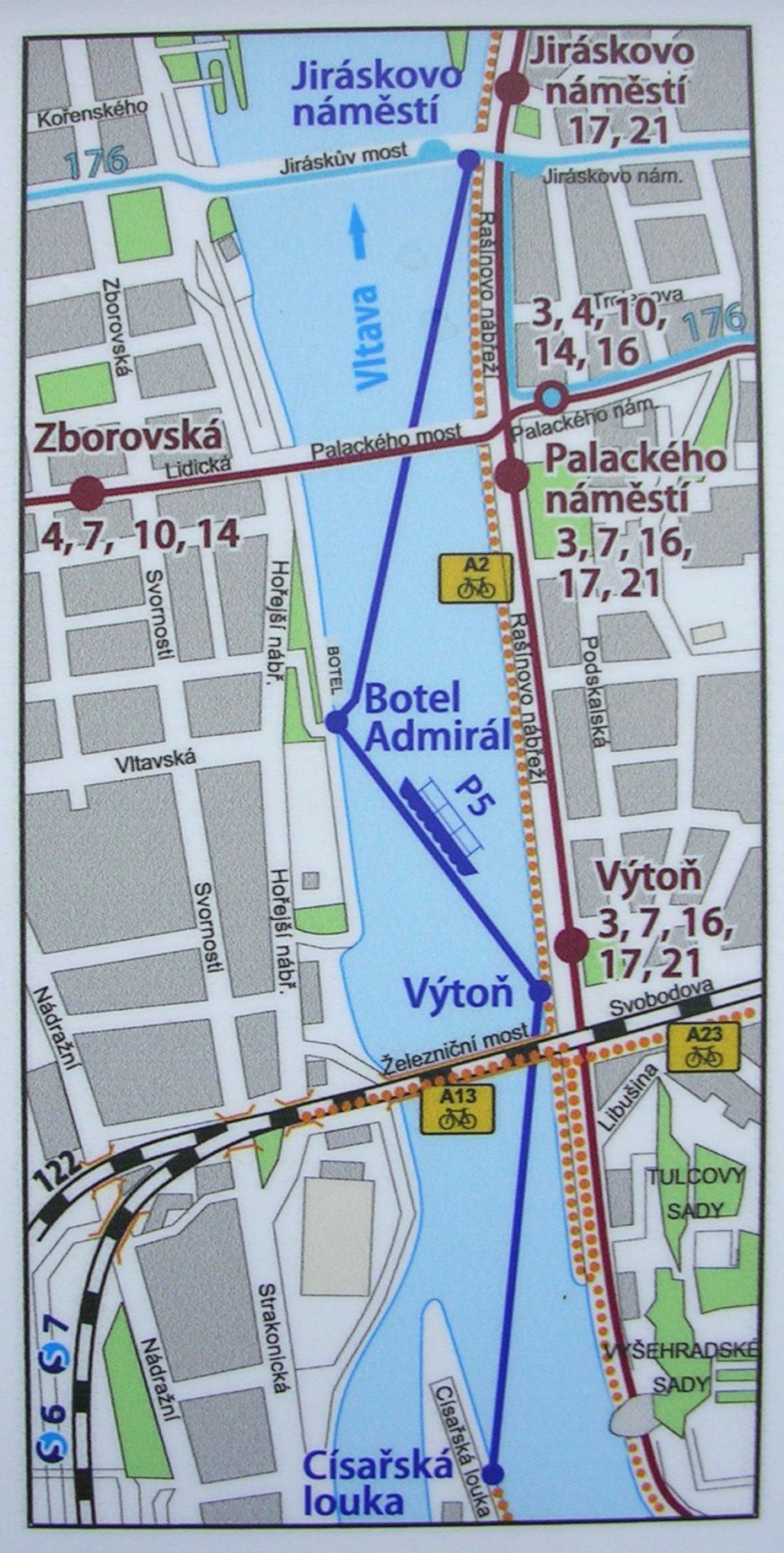
Schema trasy.

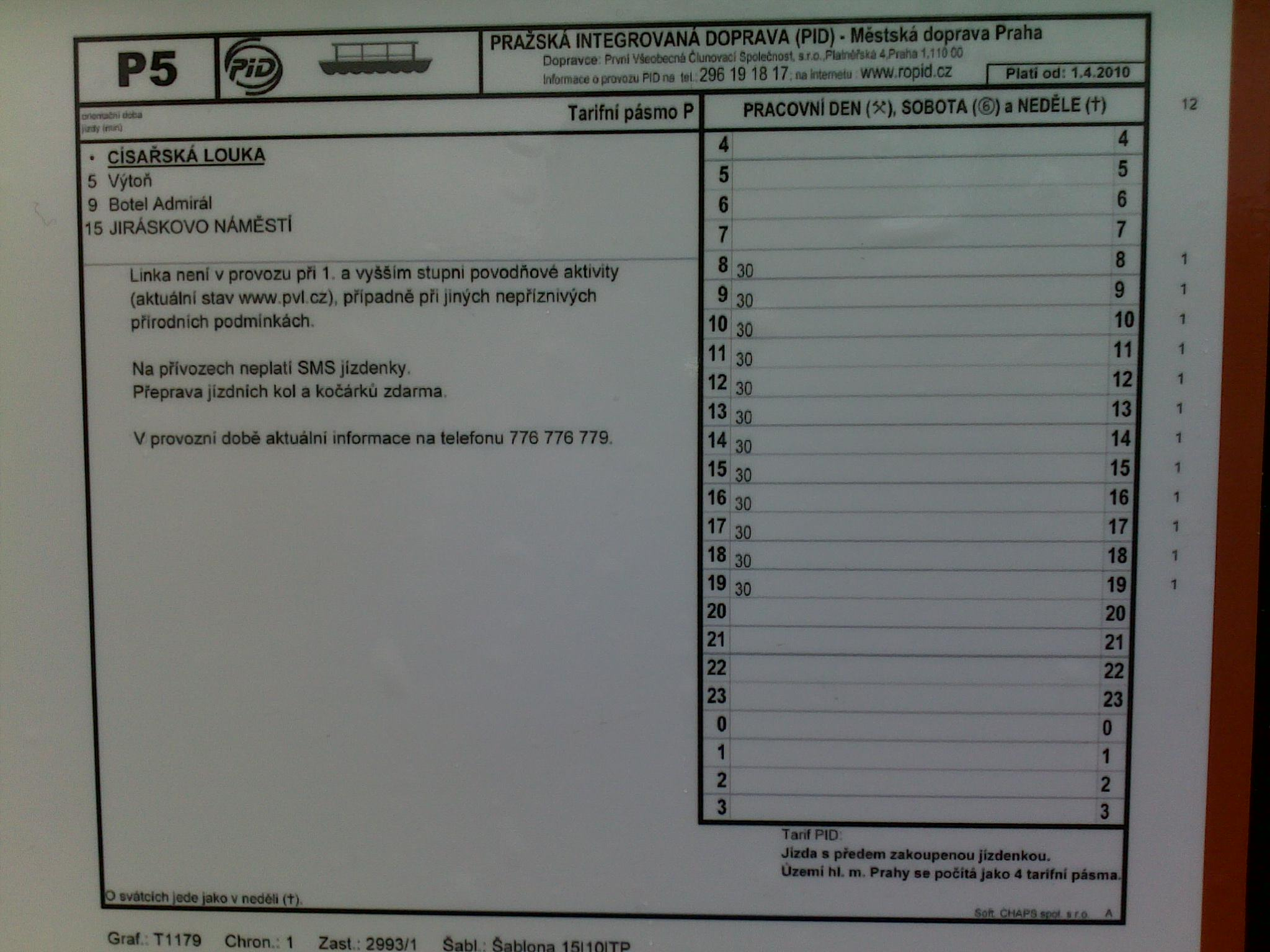
Upravený jízdní řád.

Pražská regionální příloha MF Dnes zveřejnila 11. června 2007 v souvislosti s plány městské části Praha 1 záměr na zřízení linky mezi Vyšehradem a Štvanicí, označené jako „vodní tramvaj“. Přístaviště měla vybudovat společnost Parking Praha. Ředitel organizace ROPID Jiří Prokel nepředpokládal ziskovost linky ani platnost běžných jízdenek MHD, starosta Prahy 1 Petr Hejma předpokládal plné zařazení do Pražské integrované dopravy a jako o dopravci uvažoval o Dopravním podniku hl. m. Prahy.
17. července 2008 byla zveřejněna informace o zavedení přívozu v okružní trase Jiráskovo náměstí – Botel Admirál – Císařská louka – Vyšehrad – Jiráskovo náměstí. 30. července 2008 byla zveřejněna definitivní, neokružní trasa.
Původně byl interval stanoven 30 minut, s jízdní dobou 15 minut, po celý den bez obratových časů i bez přestávky. Ihned v prvních dnech provozu se ukázalo, že stanovené jízdní doby jsou naprosto nepostačující a skutečná jízdní doba je zhruba dvojnásobná. Mluvčí organizace ROPID poté přiznal, že do jízdních dob měřených při zkušebních plavbách nebyl započten čas na uvazování lodi, výstup a nástup cestujících a manévrování lodi. S platností od 7. srpna 2008 byl zveřejněn nový jízdní řád, v němž jízdní doba zůstala stále 15minutová, ale interval byl prodloužen na jednu hodinu.
Protože u přívozů P4 a P5 převažoval turistický charakter přepravy a protože se městské části Praha 1 a Praha 5 rozhodly omezit náklady na dopravu, měly být od 31. října 2011 přívozy P4 a P5 v dosavadních trasách zrušeny, poslední plavba měla vyplout v sobotu 30. října 2011 v 19.30 z Císařské louky, avšak nakonec podle informace na webu dopravce byl přívoz provozován až do 12. prosince 2011 a zrušen od 13. prosince 2011.
Přívoz P5 má být od 31. března 2012 zaveden v nové, kratší trase tak, aby lépe plnil úlohu dopravního prostředku pro každodenní cestování. Má jezdit v letní sezóně (od dubna do října) a to v intervalu 30 minut v trase Kotevní – Císařská louka – Výtoň, tedy spojovat oba břehy řeky s mezizastávkou na Císařské louce. Protože vltavské břehy jsou v těchto místech propojeny vyšehradským železničním mostem, který je vybaven dvěma chodníky, má přívoz dopravní význam zejména pro obsluhu ostrova Císařská louka, kde se nachází jachtařská střediska a tábořiště. Nová trasa přívozu rovněž navazuje na existenci dřívějšího přívozu na Císařskou louku přes rameno smíchovského přístavu, který byl v provozu ještě kolem roku 2007.

## Loď Blanice

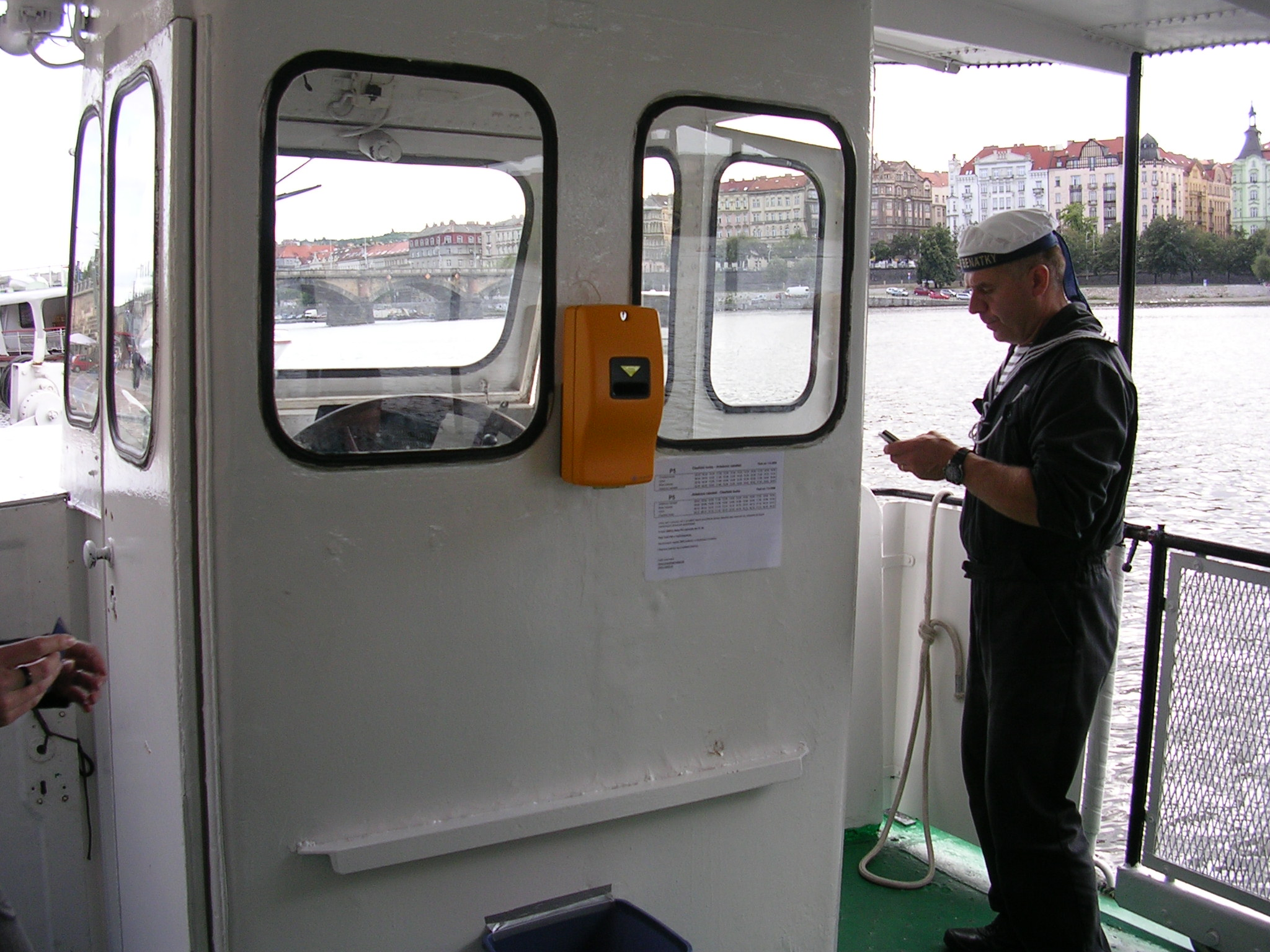
Kabina lodi s označovacím strojkem na jízdenky PID.

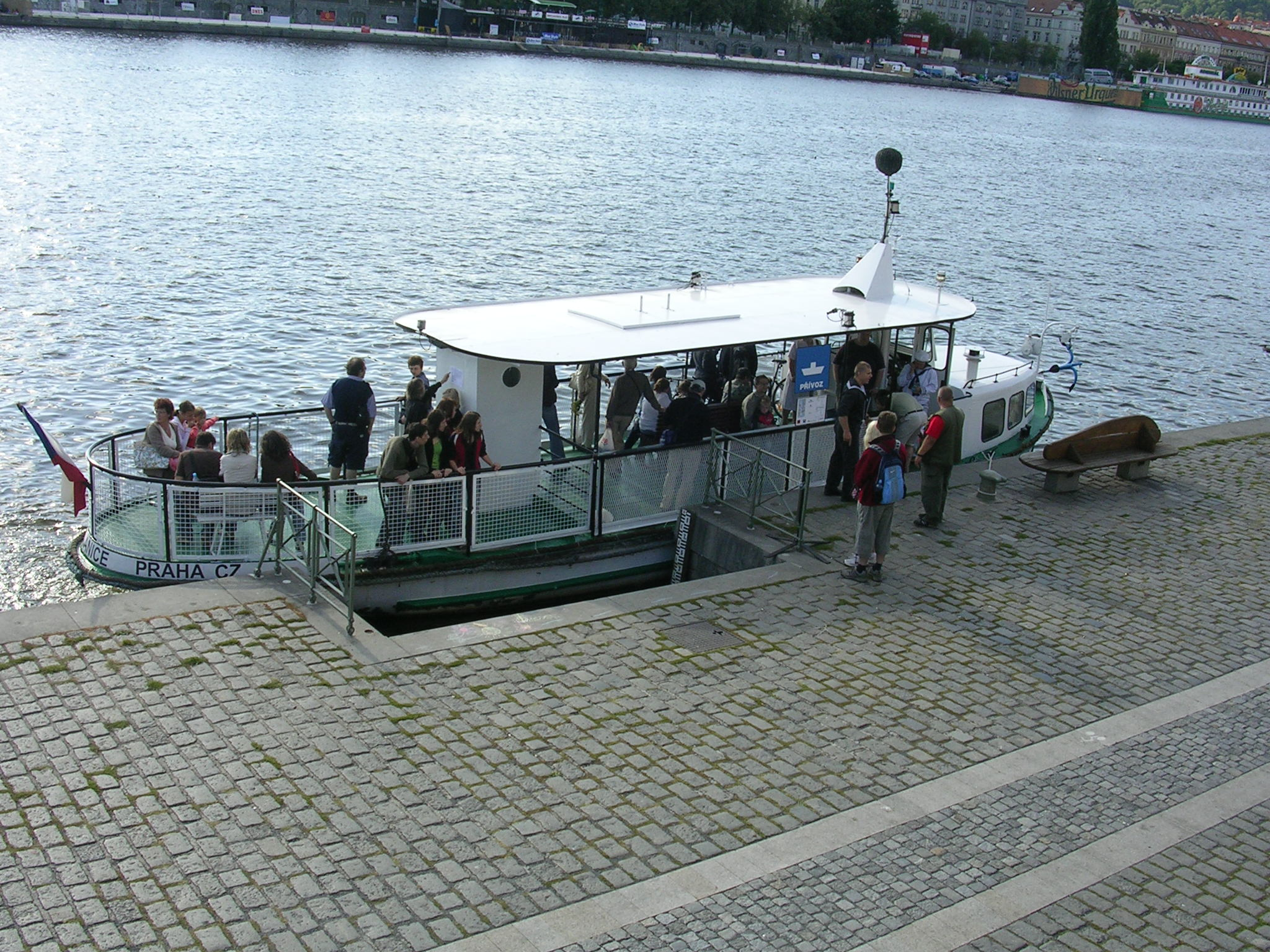
Loď Blanice v přístavišti Výtoň.

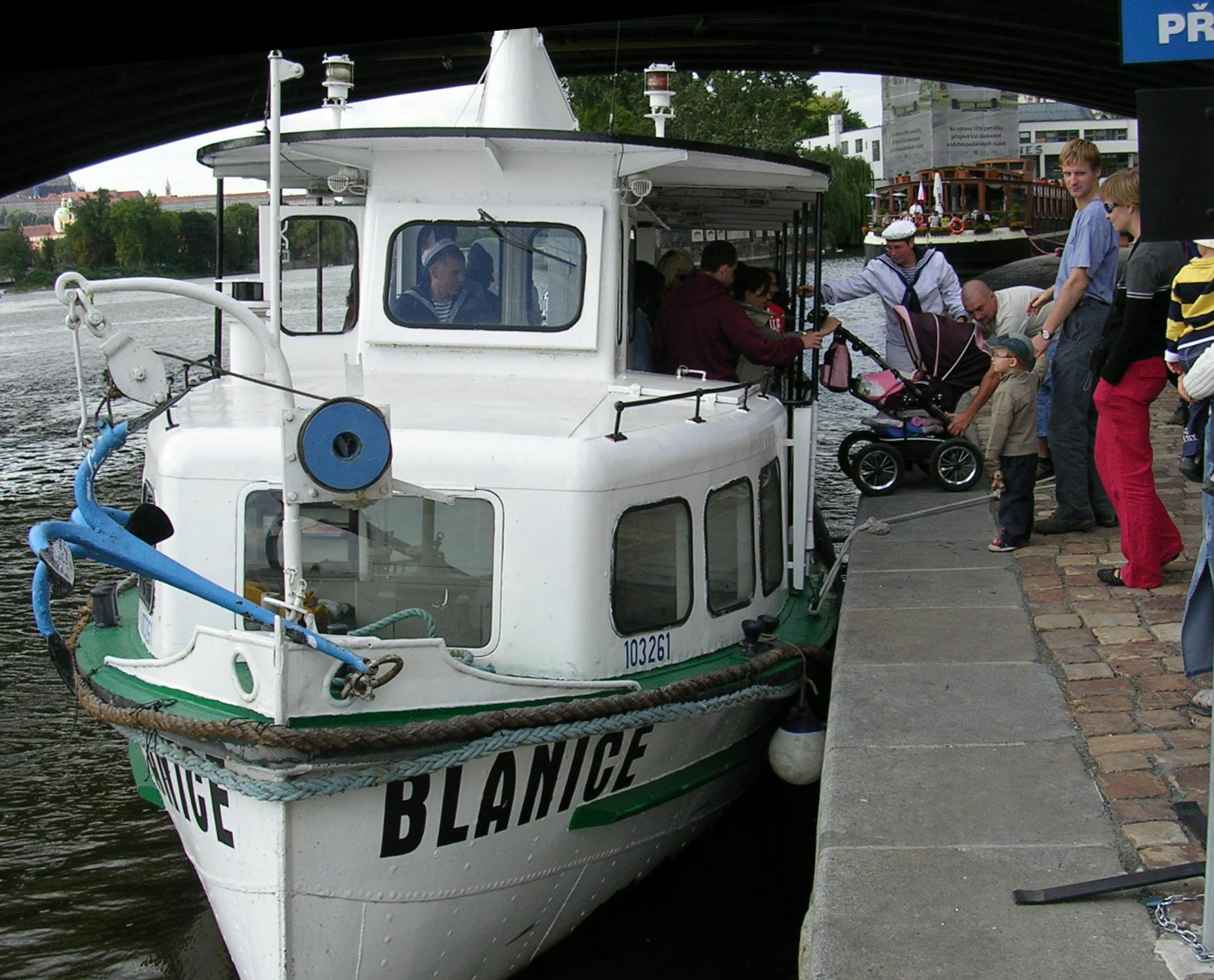
Loď Blanice v přístavišti Jiráskovo náměstí.

Loď Blanice (registrační číslo 103 261) byla původně postavena v roce 1927 v drážďanské loděnici Ubigau jako malý parník. Měla dvouválcový parní stroj o výkonu 35 koňských sil.
Na motorovou loď byla přestavěna pravděpodobně roku 1953 v Laubegastu.
V roce 1998 ji v Drážďanech zakoupil český majitel (R. Fiala) a do roku 2007 byla využívána k vyhlídkovým plavbám po Praze. Roku 2008 ji zakoupila První Všeobecná Člunovací Společnost a nechala ji překlasifikovat na převozní loď. Loď má kapacitu 50 cestujících.